# Рафаэль (кратер)
Рафаэль (англ. Raphael) — 350-километровый ударный кратер, расположенный на Меркурии по координатам 19°30′ ю. ш. 76°36′ з. д. / 19,5° ю. ш. 76,6° з. д. В отличие от других кратеров Меркурия такого же размера, Рафаэль не имеет разрывных колец. Кратер назван в честь итальянского живописца Рафаэля Санти (1483—1520).
Согласно решению Международного астрономического союза кратеры на Меркурии называют в честь деятелей культуры: писателей, поэтов, художников, скульпторов, композиторов. Так, например, крупнейшие кратеры диаметром от 300 до 600 км получили названия Бетховен, Толстой, Достоевский, Шекспир и др. Есть и исключения из этого правила — один кратер диаметром 60 км с лучевой системой склонов назван в честь известного американского астронома Джерарда Койпера.
Кратеры, покрывающие меркурианскую пустыню, появились в ту пору, когда все тела Солнечной системы подвергались мощной метеоритной бомбардировке. Каждый удар метеорита сопровождается взрывом и оставляет воронку — кратер. В отсутствие ветра и водных потоков поверхность остается неизменной уже более 4 млрд лет.